# Mission des Nations unies au Liberia
La Mission des Nations unies au Libéria (MINUL), en anglais : UNMIL, est une opération du maintien de la paix des Nations unies qui s'est déroulée de septembre 2003 à mars 2018 pour faire respecter l'accord de cessez-le-feu et la sécurité au Liberia.

## Organisation
Le quartier général de la MINUL est situé à Monrovia. Le représentant spécial du secrétaire général est le britannique Alan Doss. Le commandant de la force est le lieutenant général Chikadibia Obiakor, du Nigéria. Au 30 novembre 2006, les effectifs atteignaient en tout 17 285 personnes, répartis entre soldats (14 334), observateurs militaires (207), policiers (1097), personnel civil international (521) et local (869) ainsi que volontaires des Nations unies (257).

## Historique
La mission est créée le 19 septembre 2003 par la résolution 1509 du Conseil de sécurité des Nations unies.
Le 23 mars 2018, la Mission des Nations unies au Liberia transfère sa radio à la CEDEAO, au cours d'une cérémonie à Monrovia présidée par le chef de l'État libérien George Weah.

## Décorations

Ruban médaille